# Шехзаде Мехмед (син Ахмеда I)
Шехзаде Мехмед (8 березня 1605, Стамбул — 12 квітня 1621) — старший син Ахмеда Ι від Кесем-Султан.

## Біографія
Шехзаде Мехмед народився в 1605 році і був першим сином султана Ахмеда і Кесем-Султан. Після смерті Ахмеда I в 1617 році на трон повинен був зійти єдинокровний брат Мехмеда, Осман II, а самого шехзаде, як і його братів чекала незавидна доля — всіх їх повинні були стратити за законом Фатіха. Однак кількома роками раніше Ахмед I зберіг життя братові Мустафі вже після народження власних синів. Історики вважають, що Ахмед I вважав брата нездатним загрожувати його правлінню внаслідок явної психічної хвороби. Ще однією з причин відступу Ахмеда від правил став вплив матері Мехмеда Кесем, яка, побоюючись за життя синів, не бажала після смерті султана бачити на троні шехзаде Османа, матір'ю якого була інша наложниця. У підсумку, після смерті батька Мехмеда на троні опинився його недоумкуватий дядько.
Правління бездітного Мустафи було недовгим: у 1618 році стався переворот і на троні опинився Осман II. На третьому році свого правління Осман був змушений оголосити війну Польщі і, щоб запобігти захопленню влади шістнадцятирічним Мехмедом у свою відсутність, наказав стратити брата. Мехмед був похований в Блакитній мечеті поруч з батьком.

## В культурі
У турецькому серіалі «Величне століття: Кесем-Султан» роль дорослого шехзаде Мехмета виконав Бурак Дакак.